# 慕容顺
慕容顺（604年—635年），又作慕容融、慕容顺光，吐谷渾第二十一任統治者，具有半汉族血统，在中土生活28年，为唐朝所扶持的傀儡政权可汗。

## 步萨鉢可汗流亡
慕容顺為步薩鉢可汗伏允和隋朝宗室女光化公主的兒子。607年，伏允派慕容顺向隋朝朝贡。这时，隋朝大臣裴矩建议隋炀帝控制西域，首先要消灭吐谷渾。慕容顺被隋炀帝扣留为质。608年—609年，隋击吐谷浑之战，伏允败走，隋朝在吐谷渾故地设置西海、河源、鄯善、且末等郡。

## 隋企图扶持
慕容顺长在中土，早慕华风。隋炀帝封慕容顺为可汗，其大宝王尼洛周为辅。可是，慕容顺刚到达西平郡，尼洛周被部下所杀，慕容顺不果而还，一直留在隋炀帝身边。之后，隋朝在615年之后陷入崩溃局面，伏允又恢复了吐谷渾汗国。大业末年，跟随炀帝至江都，618年隋炀帝被宇文化及所杀，慕容顺从江都逃回的长安。

## 唐扶持下的甘豆可汗
唐朝建立后，619年，唐高祖联合伏允夹击河西的李轨。唐高祖作为回报，将慕容顺送归吐谷渾。这时，伏允已经立了新的太子，慕容顺非常不高兴。622年之后，伏允听信天柱王的建议，屡次侵犯唐朝的西部边境，634年—635年，唐击吐谷浑之战，李靖率领唐军获胜，国都伏俟城（今青海共和县铁卜卡古城）被攻陷。635年五月，伏允败走，被部下所杀。慕容顺杀死天柱王，自立为可汗，投降唐朝，唐太宗以慕容顺为西平郡王、趉故吕乌甘豆可汗。唐太宗忧虑慕容顺不能服众，命凉州大都督李大亮将精兵数千为其声援。不过这位具有半汉族血统的吐谷浑甘豆可汗久在中国为质，国人不附，酿成动乱，在位十日，竟被部下所杀。唐遂立其子燕王诺曷钵继位，继续扶持吐谷渾傀儡政权。